# مک‌داول (ویرجینیا)
مک‌داول (به انگلیسی: McDowell) یک منطقهٔ مسکونی در ایالات متحده آمریکا است که در شهرستان هایلند، ویرجینیا واقع شده‌است. مک‌داول ۶۴۳٫۱۴ متر بالاتر از سطح دریا واقع شده‌است.